# H2 (manga)
H2 (エイチ・ツ Eichi Tsū?) es un manga y anime de béisbol escrito por Mitsuru Adachi. El anime contiene
41 episodios que abarcan hasta el capítulo 74 del manga. También posee una serie de TV en imagen real (dorama) de 11 episodios llamada H2: Kimi to Ita Hibi, dirigida por Yukihiko Tsutsumi y transmitida entre el 13 de enero de 2005 y el 30 de marzo de 2005.

## Argumento
La historia comienza cuando Hiro Kunimi (pitcher), Hideo Tachibana (4.º bateador y 3.er base) y Atsushi Noda (cácher) estaban en el equipo de béisbol durante la escuela media, soñando poder ir juntos al Koshien. Lamentablemente, tanto Hiro Kunimi como Atsushi Noda se ven obligados a dejar el béisbol a causa de ciertas lesiones (Hiro en su codo y Noda en su espalda). Por este motivo, deciden abandonar sus sueños.
Hiro y Noda deciden estudiar en el Instituto Senkawa, donde no existía un club de béisbol (y entonces poder olvidarlo), mientras que Hideo concurre al Instituto Meiwa Daiichi, junto a su novia Hikari Amamiya (amiga de infancia de Hiro y Noda). Hiro y Noda se unen a distintos clubes para no pensar en el béisbol. Sin embargo, no funciona debido a que existe un grupo de aficionados al béisbol, quienes tienen como “mánager” a Haruka Koga (aunque realmente no saben jugar bien). Esto llama la atención de Hiro y Noda. Durante un partido de estos aficionados contra el Club de Fútbol (al cual se había unido Hiro), éste se da cuenta de que no hay nada mejor que el béisbol para él, por lo que decide retirarse del club de fútbol y jugar junto a Noda un último partido.
Hiro demuestra su gran talento como pitcher y Noda su habilidad como cácher. Pero debido al bajo nivel del resto del equipo pierden contra el Club de Fútbol. Lo curioso es que a pesar de haber perdido, ninguno de ellos sentía haber sido derrotado; pero decidieron no insistir más. Todo cambia cuando un día se enteran de que el doctor que los diagnosticó era un estafador. Así, se volvieron a hacer los exámenes obteniendo la excelente noticia de que sus cuerpos estaban totalmente sanos y muy fuertes. Esto hace que vuelvan a despertar sus ganas por jugar.
Sin embargo, el director del Instituto odia el béisbol, por lo que tuvieron que pasar por una odisea para poder crear el club. Una vez logrado, Hiro, Noda y Haruka, tienen el sueño de ir al Koshien, aunque no les sería nada fácil. Así, el sueño de Hiro, Noda y Hideo (quien ahora es mucho más fuerte) revive aunque con un ligero cambio: llegar y enfrentarse entre ellos en el Koshien.

## Personajes
Hiro Kunimi
Seiyu: Shinnosuke Furumoto
Posición: Pitcher, 3.er bateador
Es el protagonista de la serie. Es un chico muy enérgico, amistoso y tiene mucha confianza en él, aunque es un tanto pervertido. Le encanta y emociona el béisbol. Tuvo que abandonarlo debido a un falso diagnóstico acerca de su codo. Afortunadamente, el médico era un estafador y, contrariamente, su estado físico era excelente. Su gran sueño es ir al Koshien y enfrentarse a Hideo. Es reconocido por muchos como el mejor pitcher a nivel de instituto, ya que posee una asombrosa velocidad además de tener gran habilidad y gran resistencia (según Hideo podría durar 18 innings y sin que le hagan un hit). Sin embargo, al estar en una etapa de crecimiento algunos de sus lanzamientos son inconsistentes. Aun así, cuando tiene determinación, sus lanzamientos llegan a sorprender a cualquiera.
Hiro tiene una buena relación con sus amigos, en especial con Noda, ya que los dos son amigos de la infancia y siempre han estado jugando al béisbol juntos. Ambos se conocen muy bien, por lo que son un una gran combinación catcher-pitcher. También tiene una importante relación con Hikari, quien también es su amiga de la infancia. Tiene intereses románticos hacia ella pero, de un modo u otro, ambos no lo enfrentan. Por lo general, es Hikari quien le da consejos cuando lo requiere. Otro gran amigo es Hideo quien también lo ve como un gran rival pero, a la vez, le guarda mucho respeto. Por último, está Haruka a quien conoció cuando entró al instituto, con quien también se lleva muy bien y, al conocerla más, poco a poco también se va sintiendo atraído por ella.
Hideo Tachibana
Seiyu: Mitsuru Miyamoto
Posición: 4.º bateador, 3.er base
Es uno de los personajes principales de la serie. Tiende a ser muy serio, algo tímido pero sigue siendo amistoso. Al igual que Hiro, él ama el béisbol. Incluso su sueño es llegar a ser un jugador profesional. Por lo tanto, llega a tomarse sus juegos con bastante seriedad. Estaba en el mismo club de béisbol que Hiro, por lo que es uno de los que mejor conoce como juega. Se lamenta de que Hiro no esté en el mismo instituto que él porque no puede aprovechar su potencial en el Instituto Senkawa. Sin embargo la idea de enfrentarse a Hiro en el Koshien lo emociona bastante. Hideo tiene grandes habilidades como bateador e incluso logra hacer un Home Run con su brazo fracturado. Muchos lo ven como una gran promesa como jugador profesional.
A pesar de que Hideo es algo reservado tiene a muchas chicas detrás de él gracias a su fama de jugador, aunque no les preste mucha atención. Hiro es uno de sus mejores amigos, con quien tiene una relación de amistad/rivalidad. Le tiene mucho aprecio y mucho respeto como jugador, ya que, según él, el único quien puede derrotarlo totalmente es Hiro. Noda es otro de sus amigos, con quien por lo general sale a pasar el tiempo junto a Hikari. Hikari es su novia (la cual se la presentó Hiro, quien, además, los ayudó, ya que Hideo era muy tímido) y suelen salir solos a tomar café.
Hikari Amamiya
Seiyu: Keiko Imamura
Es uno de los personajes principales. Es muy calmada y es la voz de la razón dentro del grupo. Está en el Club de Tiro con Arco Japonés (Kyūdō), aunque su verdadero sueño es ser periodista deportiva (en relación al béisbol), por lo que se siente algo frustrada por no hacer nada por ello. Está en el Instituto Neiwa junto a Hideo. Por lo general, en cada partido donde esté Hideo o Hiro, ella estará animándolos.
Es amiga de infancia de Noda y Hiro. A este último por ser de baja estatura cuando era niño lo defendía de todo, por lo que compartió mucho con él. Hiro es quien le presenta a Hideo y los anima a que salgan juntos (los dos eran muy tímidos como para tomar la iniciativa), por lo que se hicieron novios gracias a él. Sin embargo, siempre hay cierto indicio de que le gustaba y que aún le sigue gustando Hiro, además de tomar parte en cualquier cosa en que esté involucrado Hiro (cosa que le molesta a veces a Hideo), por lo que cuando alguien o ella misma intenta insinuar romance por Hiro, ella misma recuerda que ya tiene un novio.
Atsushi Noda
Seiyu: Kenjirō Tsuda
Posición: Catcher, 4.º bateador
Es uno de los personajes principales. Es bastante relajado y algo flojo a veces. Es alto y gordo y, al igual que Hiro, tiende a hacer ciertas cosas pervertidas (como espiar a las chicas mientras se cambian). También tuvo un falso diagnóstico por el mismo doctor, por lo que, junto a Hiro se fue al Senkawa y se unió al club de natación, aunque lo deja cuando se entera de que el médico que lo atendió era un estafador. Es un gran catcher ya que analiza y observa detenidamente a cada jugador para saber qué lanzamiento podría ser el más indicado, por lo que junto a Hiro son quienes lideran al equipo. También fue reconocido como el catcher del año varias veces.
Haruka Koga
Seiyu: Masami Suzuki
Posición: Mánager
Es uno de los personajes principales. Es una chica alegre, enérgica pero muy torpe (se cae mucho). Ella, desde que estaba el club de aficionados al béisbol hasta que se crea el club de béisbol, fue la mánager. Conoció a Hiro cuando éste estaba quemando su guante, aunque más tarde se lo encontraría en el instituto y descubriría mucho más sobre su talento y, al conocer y tratar a Hiro, se enamora de él, pero no se lo revela porque intuye que Hiro siente algo por Hikari, por lo que siente ciertos celos por la relación especial que hay entre ellos. Sin embargo, ella siempre trata de estar junto a Hiro. Es la hija del jefe del padre de Hiro y hermana menor del entrenador del equipo de béisbol.
Ryūtaro Kine
Seiyu: Shinichi Takenaka
Posición: 1.er bateador, futbolista
Es un personaje bastante ruidoso, engreído, y algo charlatán, aunque en el fondo es bastante inocente. Estaba en el club de béisbol en la primaria y era muy bueno hasta que llegó Hideo y reemplazó su puesto, cosa que le molestó e hizo al entrenador decidir entre él y Hideo. Como era muy pesado, todo el equipo votó por Hideo. Esto lo frustró y decidió dejar el béisbol por el fútbol, resintiéndose con Hideo. En realidad se podría decir que es un genio de los deportes, ya que en el fútbol también es muy bueno aunque en realidad le gusta más el béisbol. Con la llegada de Hiro y la creación del club de béisbol entra en un dilema en tener que decidir si seguir con el fútbol o el béisbol, aunque su capitán de fútbol le aconseja que sea sincero consigo mismo. Está interesado en Haruka Koga, aunque no tiene mucha suerte (o nada de suerte) con las chicas en general.
Yanagi
Posición: 2.ª base, 2.º bateador, ss
Es el hijo del director del Instituto Senkawa. Es un chico respetuoso, muy tranquilo, aunque tiende a preocuparse bastante. Le encanta el béisbol, aunque desde que entró al instituto había dejado de jugarlo, ya que le prometió a su padre que no jugaría jamás, cosa que cambia con la llegada de Hiro y después de insistirle mucho. Según Noda tiene grandes habilidades como segunda base y excelente como campocorto, corroborándose en el juego de los aficionados al club contra el Instituto Neiwa, donde demuestra cuánto la defensa dependía de él (para que no lo viese su padre, se disfraza, aunque no sirvió de nada). También tiene habilidades para dibujar. De hecho, estaba en el Club de Arte.
Fujio Koga
Posición: Entrenador
Al comienzo se presenta como el chófer de Haruka, resultando ser su hermano mayor (muy mayor), quien se exaltaba al ver o simplemente escuchar un partido de béisbol. Aunque no lo aparente es un buen entrenador, ya que domina la teoría y tiene mucha experiencia. Puede ver aquello que pocos logran ver en un partido. El director mismo es quien lo escoge como el entrenador (para sorpresa de Haruka y Hiro). Estuvo en el Instituto Sounari.
Director Yanagi
Es un hombre muy serio que nunca hace bromas. Le gustaba el béisbol hasta que su club de béisbol Sounari perdió 30-0 en el Koshien (por razones desconocidas). Tal hecho le produjo tanta vergüenza que lo hizo dejar el béisbol en todo sentido y odiarlo. Incluso le hizo prometer a su hijo Yagami que cuando estuviera en el instituto no siguiera jugando al béisbol. Tampoco permitía la creación de un club de béisbol, aunque tales acciones eran para que su hijo no pasara por lo mismo. Cuando Hiro, Haruka y Noda estaban intentando crear el club, él no tenía ni la mínima intención de dejarlos. Lo convencen con una apuesta: si los aficionados al béisbol le ganaban a un instituto, él permitiría crear el club. Para sorpresa de todos, escogió el Instituto Neiwa porque si eran lo suficientemente buenos como para ganarle a un instituto que estaba a un paso de ir al Koshien, entonces valía la pena crearlo. En el partido presencia las grandes habilidades de Hiro, Noda y de su hijo, que intentaba esconder su identidad en vano porque lo reconoció a simple vista. Aunque decía que quería que perdiera el Senkawa, en el fondo deseaba que ganaran, tanto que se molestó con unos jugadores de Neiwa que se burlaban de ellos cuando perdieron. Fue el único aparte del otro director que vio cómo realmente ganó el Senkawa. Aun sabiendo la verdad, mantuvo todo en secreto, pero al recordar lo genial que es el béisbol y de una falsa y tonta amenaza de Noda, les permite crear el club, incluso construye un campo de béisbol.

## Institutos mencionados en el anime
Senkawa: Es en su equipo de béisbol en que se concentra la serie, su mánager es Fujio Koga, y sus principales jugadores son Hiro Kunimi, Atsushi Noda, Yanagi y en un futuro Shuuji Sagawa (este último es invitado a unirse por Hiro, sin embargo su participación se ve en el manga). Son los más novatos debido a su reciente creación.
Meiwa Daiichi: En este instituto están Hikari y Hideo, siendo este último el arma de su club de béisbol, llegan al Koshien aunque lamentablemente pierden.
Eikyo: su club de béisbol tiene como estrella al pitcher Hirota, considerado como uno de los mejores, su entrenador es Shiroyama. Era uno de los posibles para ir al Koshien pero pierden contra Meiwa.

## Contenido de la obra

### Manga
El anime adapta la historia del manga hasta los capítulos 75-76. El manga posee un total de 338 capítulos, donde continúa desarrollando la historia de cada equipo, introduce nuevos personajes para el club de Senkawa, y relata cómo va evolucionando la relación entre los personajes, presenta nuevos problemas para cada uno de ellos (los problemas románticos intervienen con mayor intensidad), y cómo la rivalidad entre Hiro y Hideo va creciendo en más de un aspecto.

### Anime
La serie de Anime ha sido adaptada por el estudio Ashi Productions. La misma, constó de 41 episodios que fueron televisados por TV Asahi.

#### Equipo de Producción
- Director: Hidehito Ueda
- Música: Taro Iwashiro
- Diseño de personajes: Tomohiro Hirata
- Director de Arte: Yoshimi Umino
- Director de Sonido: Noriyoshi Matsuura
- Director de Fotografía: Mitsuru Sugiura
- Productores: Akira Kotake (ABC; eps 24-41), Hiroshi Kato (Ashi Productions), Koichiro Fujita (ABC; eps 1-23), Masako Fukuyo (TOHO), Tatsuji Yamazaki (ASATSU) y Yoko Matsushita

#### Banda Sonora
- Openings:
  - Niji no Grand Slam por Toshinobu Kubota (eps 1-22).
  - Back to the Ground por Hitofumi Ujima (eps 23-41).
- Endings:
  - Futari ni kaerô por Yui Nishiwaki (eps 1-22).
  - Zettai aete yokatta por Maki Yoshimura (eps 23-41).
- Otros:
  - Back To The Ground por Hitofumi Ujima (ep 37).
  - Futari ni Kaerō (『二人』に帰ろう) por Yui Nishiwaki (ep 22).
  - Niji no Grand Slam ~H2 Main Characters Version~ F O (虹のグランドスラム~H2メインキャラバージョン~F・O) por Shinnosuke Furumoto, Keiko Imamura, Masami Suzuki y Mitsuru Miyamoto (ep 41).
  - Yuruyakana Niji no You ni (ゆるやかな虹のように) por Yui Nishiwaki (ep 23).
  - Zettai Aete Yokatta (絶対 会えてよかった) por Maki Yoshimura (ep 38).

### H2: Kimi to Ita Hibi
H2: Kimi to Ita Hibi (H2〜君といた日々 lit.H2〜Cada día que estaba con ustedes?) es el nombre del dorama que adapta la historia del manga en imagen real. Fue estrenada en Japón el 13 de enero de 2005 y contó con 11 episodios que se transmitieron por Tokyo Broadcasting System hasta el 30 de marzo de 2005. La música estuvo a cargo de Naoki Satō. El tema de apertura "over..." fue interpretado por el cantante surcoreano K.

#### Reparto
| Actor           | Personaje       |
| --------------- | --------------- |
| Takayuki Yamada | Hiro Kunimi     |
| Koutaro Tanaka  | Hideo Tachibana |
| Yui Ichikawa    | Hikari Amamiya  |
| Akiyoshi Nakao  | Atsushi Noda    |
| Satomi Ishihara | Haruka Koga     |
| Yuuma Ishigaki  | Ryūtaro Kine    |
| Kouji Matoba    | Fujio Koga      |
| Raita Ryu       | Director Yanagi |